# Sam Messenheimer
Sam Messenheimer, född 4 mars 1898 i Columbus, Indiana, död 30 juni 1969 i Los Angeles, Kalifornien, var en amerikansk kompositör, sångtextförfattare, pianist och musikarrangör. Tillsammans med Irving Abrahamson och Ray West skrev han sången "Idolizing".